# بطلمیوس ۴۰۰۱
سیارک ۴۰۰۱ (به انگلیسی: 4001 Ptolemaeus، نامگذاری:1949PV) چهار هزار و یکمین سیارک کشف شده‌است که در ۲ اوت ۱۹۴۹ و در هایدلبرگ کشف شد.
قدر مطلق سیارک برابر ۱۳٫۶۰ است.